# T.C. Johnson
Thomas Crossley Johnson (12 de maio de 1862 — 04 de junho de 1934 (72 anos)), foi um designer de armas de fogo americano. Filho de um presidente da "Yale Safe and Iron Company", Johnson foi treinado como engenheiro industrial e trabalhou para várias empresas antes de trabalhar na Winchester Repeating Arms Company a partir de 1885. Enquanto trabalhava para a Winchester, Johnson foi responsável por alguns dos mais memoráveis designs de armas:
- Model 1903, primeiro rifle semiautomático de fogo circular disponível no mercado
- Model 1905, primeiro rifle semiautomático de fogo central disponível no mercado
- Model 1911, espingarda de carregamento automático
- Model 12, espingarda por ação de bombeamento
- Model 21, escopeta de cano duplo
- Model 51, rifle esportivo "Imperial" por ação de ferrolho
- Model 52, rifle de competição de pequeno porte por ação de ferrolho
- Model 54, rifle de caça  (que evoluiu para o renomado Model 70).

Desde o início do emprego na Winchester em novembro de 1885 até sua morte em 1934, Johnson recebeu 124 patentes atribuídas à empresa.